# Louis-Alexandre Taschereau

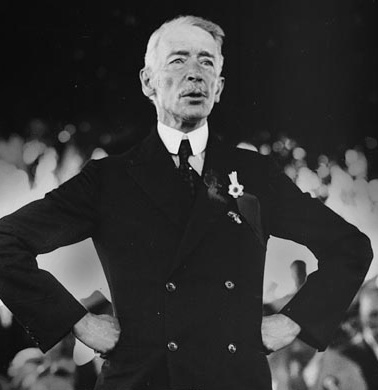
Louis-Alexandre Taschereau

Louis-Alexandre Taschereau (* 5. März 1857 in Québec; † 6. Juli 1952 ebenda) war ein kanadischer Politiker der Parti libéral du Québec, der unter anderem zwischen 1920 und 1936 Parteivorsitzender sowie zeitgleich Premierminister von Québec war.

## Leben

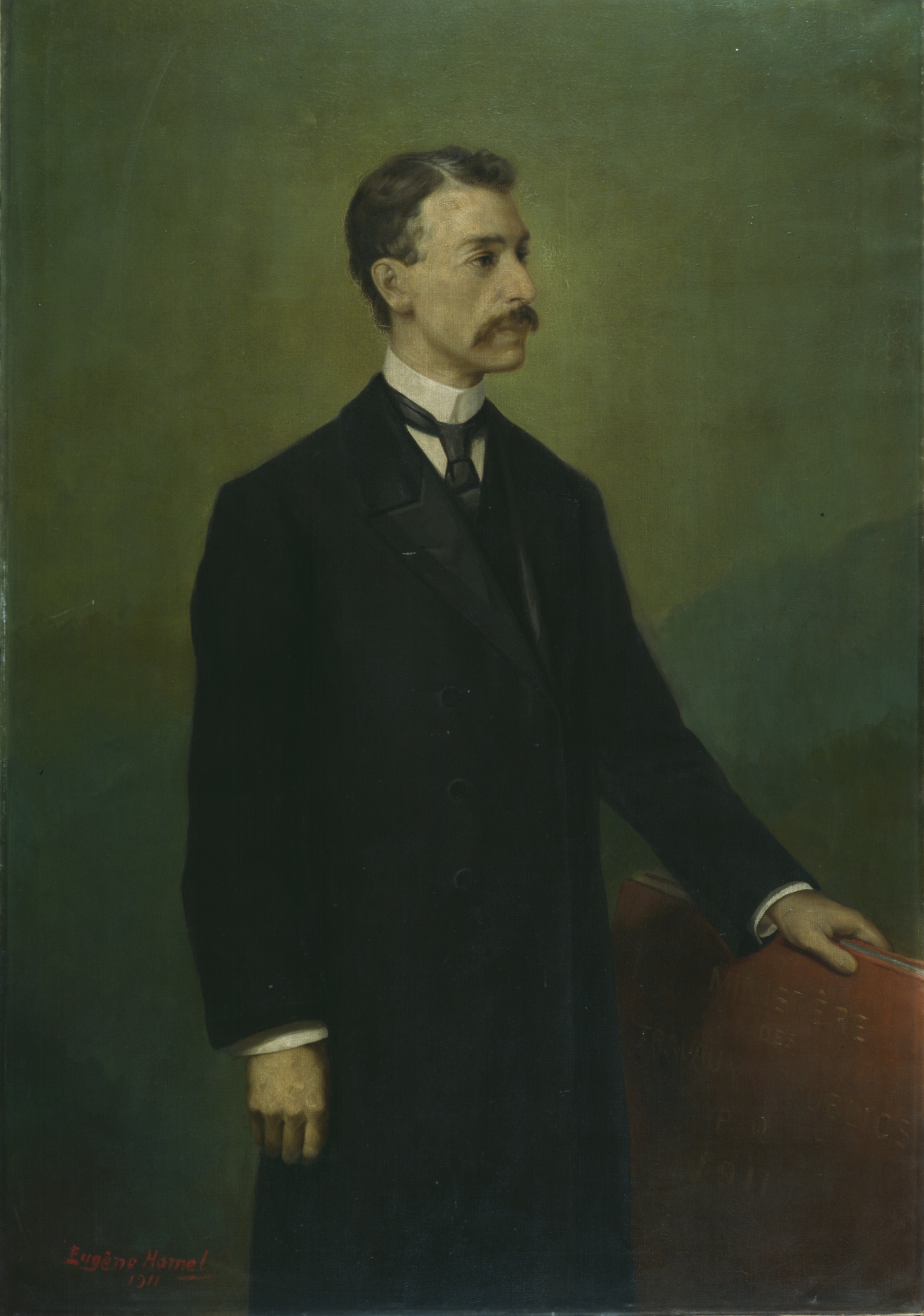
Louis-Alexandre Taschereau (1911)

Louis-Alexandre Taschereau stammte aus der einflussreichen Familie Taschereau und war der Sohn des Juristen Jean-Thomas Taschereau (1814–1893), der unter anderem zwischen 1875 und 1878 Richter am Obersten Gerichtshof von Kanada war, und dessen Ehefrau Marie-Louise-Joséphine Caron. Sein Halbbruder Sir Henri-Thomas Taschereau (1841–1909) war zwischen 1872 und 1878 Mitglied des Unterhauses von Kanada. Seine Großväter waren die Politiker Jean-Thomas Taschereau (1778–1832) und René-Édouard Caron (1800–1876), während zu seinen Urgroßvätern die Politiker Gabriel-Elzéar Taschereau (1745–1809) und Jean-Antoine Panet (1751–1815) gehörten. Des Weiteren war er ein Großneffe des Politikers Antoine-Charles Taschereau (1797–1862).
Louis-Alexandre Taschereau selbst absolvierte nach dem Besuch des Séminaire de Québec ein Studium der Rechtswissenschaften an der Universität Laval und war daneben auch als Journalist bei der Tageszeitung „L’Action liberale“ tätig. Er nahm nach seiner anwaltlichen Zulassung in der Provinz Québec am 9. Juli 1889 eine Tätigkeit als Rechtsanwalt auf und arbeitete zunächst in der Anwaltskanzlei seines Onkels Charles Fitzpatrick und Simon-Napoléon Parent, ehe er in die Kanzlei von Lawrence Arthur Dumoulin Cannon und Georges Parent wechselte. Daneben hatte er später auch berufliche Beziehungen zu Léon Casgrain und seine beiden Söhne Paul Taschereau und Robert Taschereau. Am 30. Juni 1903 erfolgte seine Ernennung zum Kronanwalt und 1908 fungierte er zunächst als Syndikus der Anwaltskammer von Quebec sowie zwischen 1911 und 1913 als Präsident der Anwaltskammer von Québec. Zugleich bekleidete er in Personalunion von 1912 bis 1913 als Präsident der Anwaltskammer der Provinz Québec.
Neben seiner anwaltlichen Tätigkeit begann Taschereau seine politische Laufbahn, als er bei der Wahl am 7. Dezember 1900 im Wahlkreis „Montmorency“ für die Parti libéral du Québec als Nachfolger des bisherigen Wahlkreisinhabers Édouard Bouffard von der Parti conservateur du Québec erstmals zum Mitglied der Nationalversammlung von Québec gewählt wurde. Er gehörte dieser nach seinen Wiederwahlen am 25. November 1904, 8. Juni 1908, 15. Mai 1912, 22. Mai 1916, 23. Juni 1919, 5. Februar 1923, 16. Mai 1927, 24. August 1931 und 25. November 1935 fast 36 Jahre lang bis zur Wahl am 17. August 1936 an, woraufhin Joseph-Félix Roy von der Union nationale diesen Wahlkreis gewann. Daneben war er zwischen 1906 und 1907 für den Bezirk Saint-Pierre Mitglied des Stadtrates von Québec.
Am 17. Oktober 1907 übernahm Louis-Alexandre Taschereau sein erstes Regierungsamt und übernahm bis zum 25. August 1919 im Kabinett von Premierminister Lomer Gouin das Amt als Minister für öffentliche Arbeiten und Arbeit sowie im Anschluss zwischen dem 25. August 1919 und dem 9. Juli 1920 als Generalstaatsanwalt. 1908 verlieh ihm die Universität Laval einen Ehren-Doktortitel der Rechtswissenschaften.

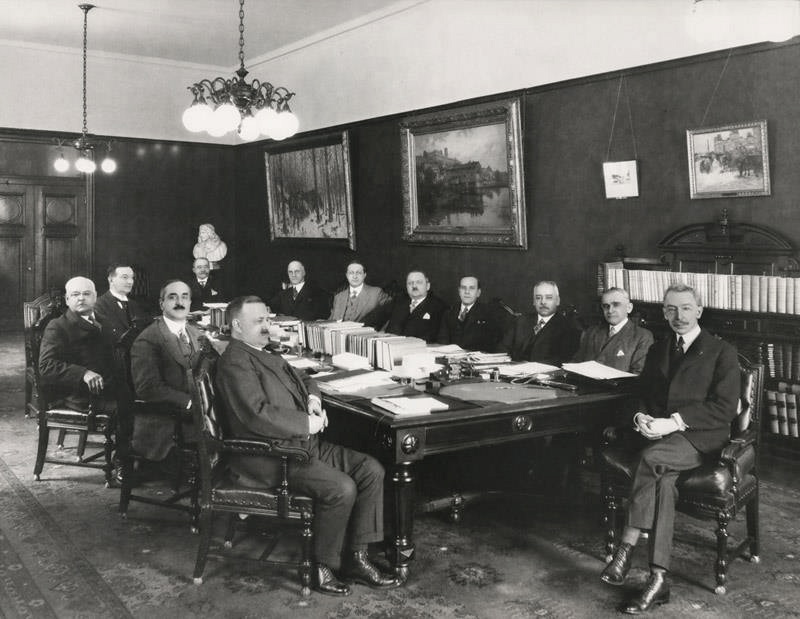
Kabinett Taschereau (um 1928)

Als Nachfolger von Lomer Gouin wurde er am 9. Juli 1920 Premierminister von Québec und damit auch Präsident des Exekutivrates. Er bekleidete das Amt des Premierministers bis zu seinem Rücktritt am 11. Juni 1936, woraufhin sein Parteifreund Adélard Godbout dieses Amt erstmals übernahm. In seinem Kabinett war Taschereau vom 9. Juli 1920 bis 13. März 1936 weiterhin das Amt als Generalstaatsanwalt und zwischen dem 30. April 1924 und dem 6. Juni 1935 als Minister für kommunale Angelegenheiten sowie schließlich vom 27. November 1930 bis 26. Oktober 1932 als Schatzmeister der Provinz.
1921 verlieh ihm zudem die University of Toronto einen Ehrendoktor der Rechtswissenschaften. Darüber hinaus erhielt er mehrere ausländische Orden und wurde unter anderem 1924 Offizier und 1927 Kommandeur der Ehrenlegion, ehe ihm 1934 auch das Großkreuz der Ehrenlegion verliehen wurde. 1925 wurde er zudem Ritter des Leopoldsordens von Belgien sowie 1926 auch Ritter des Kronenordens von Belgien ernannt. Taschereau, der von 1939 bis 1945 Ehrenpatron der Siegesdarlehen war, war darüber Vorstandsmitglied zahlreicher Banken und Unternehmen wie beispielsweise North American Life, Barclay Bank Ltd. of Canada, Royal Trust Company, Molson Bank, Bank of Montreal, Sun Life Assurance Co. of Canada, Metropolitan Life Insurance Company und Liverpool and London Globe Insurance.
Taschereau heiratete am 26. Mai 1891 in Sainte-Anne-de-la-Pocatière Adine Dionne, Tochter des Rechtsanwalts und Politikers Élisée Dionne und dessen Ehefrau Clara Têtu. Nach seinem Tode am 6. Juli 1952 wurde er auf dem Friedhof Notre-Dame-de-Belmont in Sainte-Foy beigesetzt.

## Hintergrundliteratur
- Denis Monière: Louis-Alexandre Taschereau vous parle, Montreal 2010